# St. Martini (Merxleben)

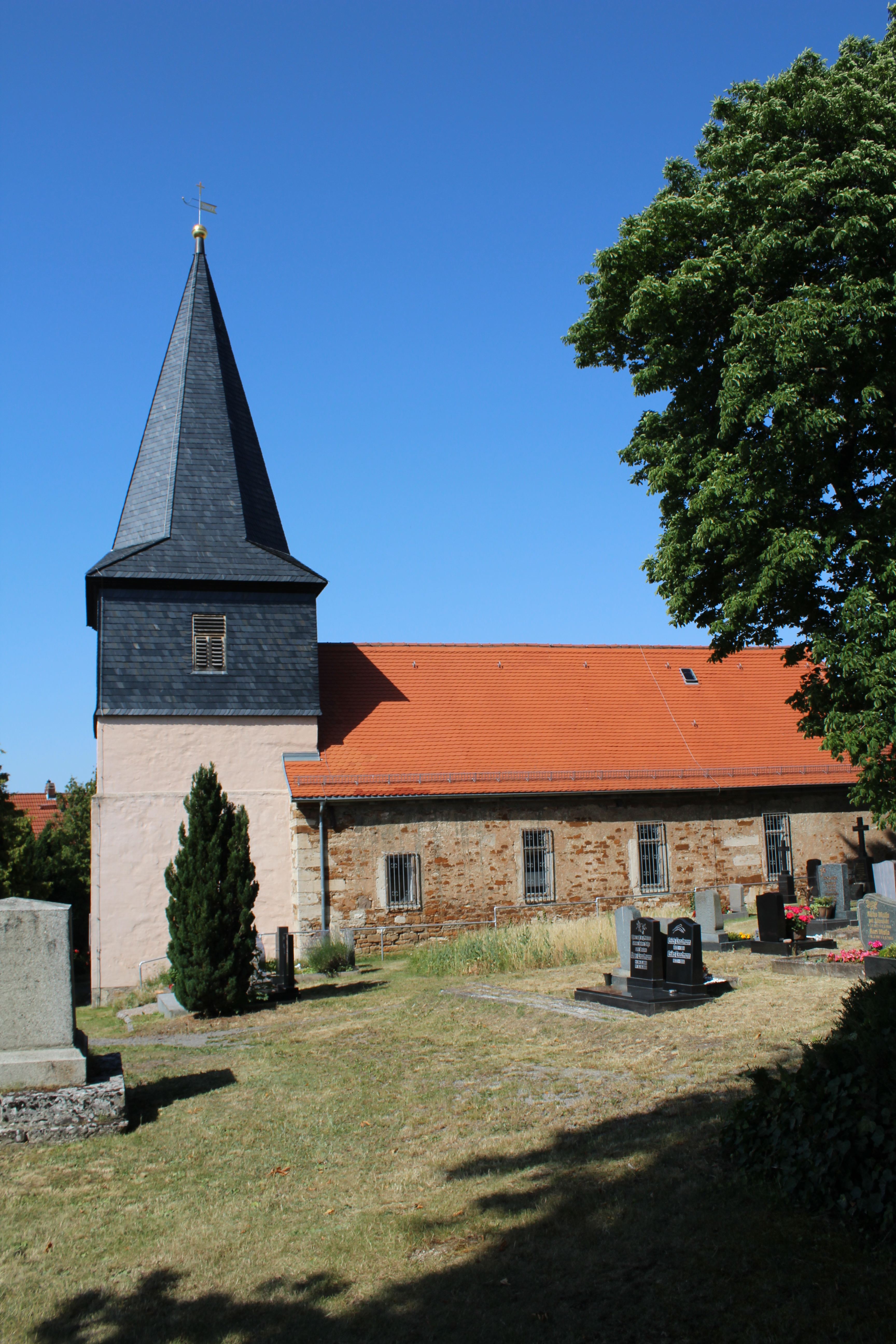
St. Martini

Die evangelisch-lutherische Kirche St. Martini steht im ummauerten Friedhof auf dem steil zur Unstrut abfallenden Hang von Merxleben, einem Ortsteil der Stadt Bad Langensalza im Unstrut-Hainich-Kreis in Thüringen. Die Kirchengemeinde Merxleben gehört zum Pfarrbereich Bad Langensalza im Kirchenkreis Mühlhausen der Evangelischen Kirche in Mitteldeutschland.

## Beschreibung
Die im Kern gotische Saalkirche wurde 1557 erbaut und 1609 verändert. 1709 erhielt sie ihre heutige Form. Das mit einem Satteldach bedeckte Langhaus ist aus Bruchsteinen errichtet. Der Chor ist dreiseitig abgeschlossen, der eingezogene Kirchturm steht im Westen. Auf dem schiefergedeckten obersten Geschoss des Turms sitzt ein achtseitiger spitzer Helm. Das Kirchenschiff hat Emporen und ist mit einem Tonnengewölbe überspannt. Im Norden wurde eine Sakristei mit einer Patronatsloge angebaut, ebenfalls mit einem Tonnengewölbe ausgestattet. Die Fenster im Chor zeigen Medaillons mit der Geburt und Auferstehung Jesu Christi. Das mit einem Bogenfries verzierte Taufbecken ist spätromanisch. Die übrige Kirchenausstattung stammt aus dem 18./19. Jahrhundert. Die Orgel mit 7 Registern, verteilt auf ein Manual und ein Pedal, wurde 1994 vom Orgelbau Schönefeld gebaut.